# Tårar

Tårsystemet: a) tårkörtel, b) övre tårpunkt, c) övre tårrör, d) tårsäck, e) nedre tårpunkt, f) nedre tårrör, g) tårnäskanal.

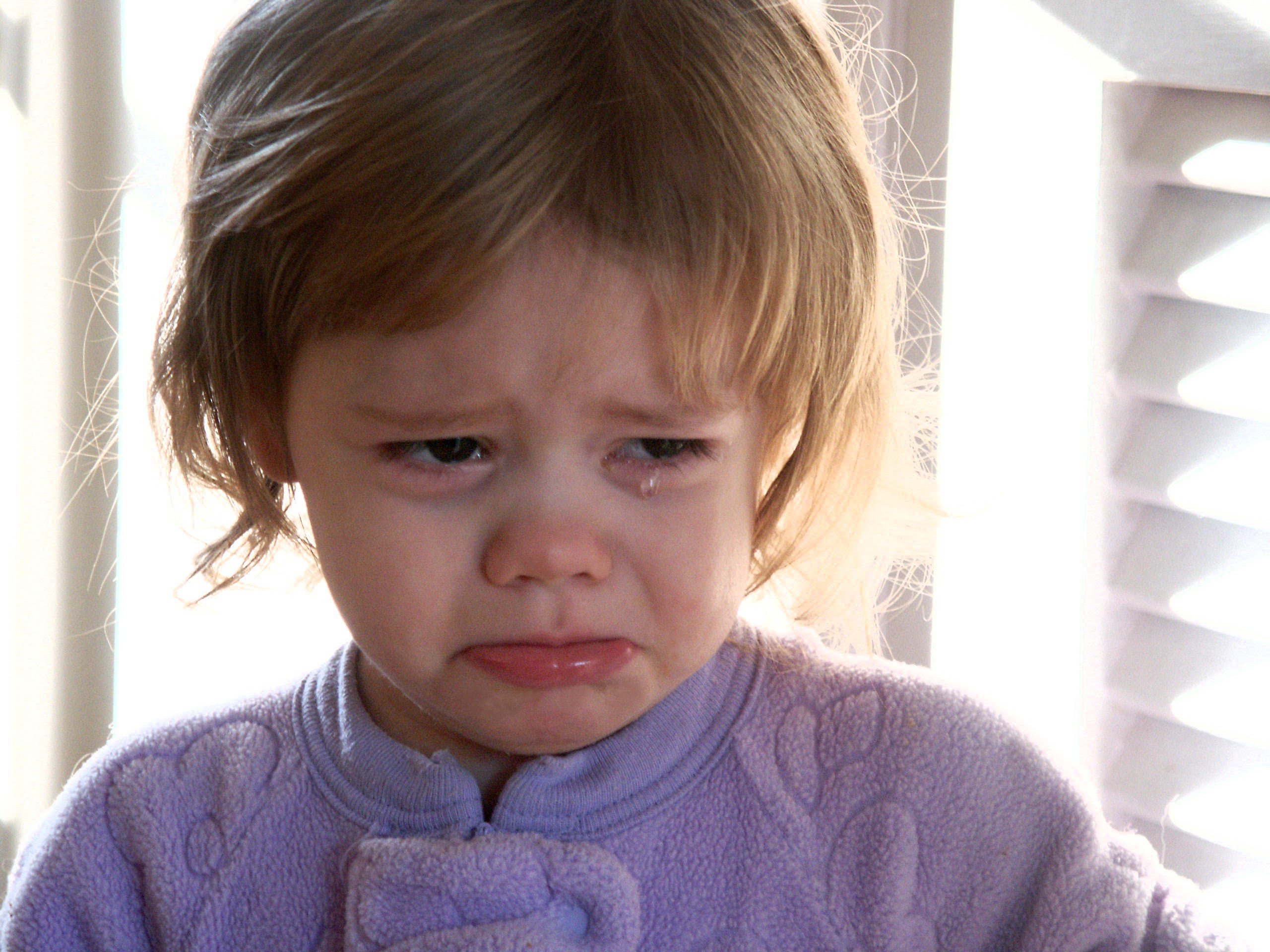
Ett gråtande barn.

Tårar, tårvätska, är en kroppsvätska som bildas av tårkörtlarna och har som uppgift att hålla hornhinnan fuktig. Tårar utsöndras vid gråt eller vid ögonsjukdomar och ögonbesvär. Tårflöde kallas också lakrimation. Tårflöde brukar åtföljas av snuva.
Tårvätskan produceras i körtlar som sitter i bindhinnan och tårkörteln i ögonhålans tak. Till detta kommer fetthaltigt sekret från Meiboms körtlar och slem från bägarceller i bindhinnan.

## Typer av tårar
Det finns tre olika typer av tårar:
- Bastårar: tårvätska håller hornhinnan fuktig och städar ögat från smuts och damm.

- Reflextårar: tårar som kommer av irriterande, främmande partiklar, som lök eller tårgas. Kan också komma av solljus eller av stark mat. Sådana tårar kan också komma om man kräks, gäspar eller hostar. Tårarna ska då spola bort irriterande saker i ögat. De här typerna av tårar finns hos de flesta däggdjur.

- Känslotårar: Gråt, kommer av känslomässig stress, sorg eller fysisk smärta – eller av glädje. Känslomässiga tårar innehåller mer av proteiner och hormoner och smärtstillande endorfiner än vanlig tårvätska och reflextårar. Vissa forskare menar att gråt är ett sätt att göra sig av med kemiska substanser som byggts upp i kroppen under stress; man ”rensar systemet”. Känslomässig gråt är även en signal till vår omgivning att den ska veta hur vi mår och att vi kanske vill ha tröst eller hjälp.[2]

### Krokodiltårar
Uttrycket krokodiltårar används om tårar som inte är äkta och härstammar från en gammal myt om att krokodiler gråter falska tårar för att vinna medlidande och locka till sig sitt byte.

## Sjukdomar och ögonproblem

### Rinnande ögon
Rinnande ögon är en följd av ökat tårflöde. Det finns många orsaker till rinnande ögon, exempelvis allergi, inflammation eller torra ögon. Det är normalt att ögonen rinner då och då, speciellt när det är kallt ute eller vid hård blåst.  Men när man har rinnande tårar så rinner de även inomhus. Den vanligaste orsaken till rinnande ögon är att det är stopp på ett eller flera ställen i tårkanalen.
Risken att få rinnande ögon ökar ju äldre man blir. Det är vanligast hos spädbarn och bland personer över 60 år.
Om man har torra ögon kan det leda till en överproduktion av tårvätska, därför kan detta leda till rinnande ögon. I de flesta fall normaliseras tårflödet av sig själv, men om tårvätskan inte innehåller tillräckligt med fetter som smörjer ögat så kan tårproduktionen fortgå i en ond cirkel.
Andra orsaker till rinnande ögon kan vara:
- ansträngda ögon
- stopp i tårkanalerna
- inflammation i ögonlocket
- förkylning
- problem med bihålorna
- allergiska reaktioner
- ögonlock som inte ligger rättvänt mot ögat[4]
- väderförhållanden (t.ex. hård vind)
- främmande föremål i ögat (t.ex. skräp)[8]

Behandling:
Hur man behandlar rinnande ögon beror på orsaken. Det är inte alltid nödvändigt med behandling av rinnande ögon. Det beror på hur allvarligt problemet är och vad det är som orsakar det.
Det finns några saker man kan göra för att lindra besvären:
- Är ögonen röda och känns irriterade och grusiga kan man tvätta rent med ljummet vatten.
- Om man  har torra ögon kan man använda ögondroppar, så kallat tårersättningsmedel.
- Om man har allergi kan man äta tabletter eller ta ögondroppar mot allergi.
- Om man har röda och ömma ögonlockskanter kan man blöta en tvättlapp i ljummet vatten och lägga på ögonen.
- Skydda ögonen mot vind och blåst med glasögon när man är ute.[6]

### Ögontorrhet
Ögontorrhet innebär ett problem med någon av tårfilmens tre lager: det slemhaltiga lagret från bindhinnan, tårvätskan från tårkörtlarna och/eller det fetthaltiga lagret från ögonlockets Meibomiska körtlar.
Sänkt produktion av tårvätska kan vara en del av Sjögrens syndrom: en autoimmun sjukdom som antingen kan uppkomma ensamt eller som följd av en reumatisk sjukdom som reumatoid artrit eller SLE. Orsaken till symptomen vid Sjögrens syndrom är att sekretproducerande körtlar i kroppen inflammeras. Utöver minskad tårvätska kan exempelvis salivproduktionen minska som leder till muntorrhet. Namnet har erhållits från den svenske ögonläkaren Anders Sjögren. Tillståndet är livslång, och behandlingen involverar ofta tårersättande droppar.
En klart vanligare orsak till ögontorrhet är påverkan av de Meibomiska körtlarna. Detta kan exempelvis ske vid en inflammation av den bakre ögonlockskanten (bakre blefarit) som täpper till de Meibomiska körtlarna. När det fetthaltiga lagret inte täcker tårvätskan ökar dess evaporation vilket förklarar ögontorrheten. Tillståndet är också livslång med bättre och sämre perioder, och behandlingen är i första hand egenvård. Ibland kan antibiotika och kortison (främst som ögondroppar) behövas.

### Fotnoter
1. 1 2  Nationalencyklopedin, på internet, besökt 13 januari 2010, uppslagsord: öga
2. ↑  ”Varför gråter vi?”. www.alltomvetenskap.se. http://www.alltomvetenskap.se/nyheter/varfor-grater-vi. Läst 15 mars 2017.
3. ↑  ”Tårar?”. www.alltomvetenskap.se. http://www.alltomvetenskap.se/nyheter/tarar. Läst 15 mars 2017.
4. 1 2 3 4  ”Rinnande ögon — S:t Eriks Ögonsjukhus”. www.sankterik.se. Arkiverad från originalet den 11 mars 2018. https://web.archive.org/web/20180311201942/http://www.sankterik.se/sv/sjukdomar-och-besvar/ogonsjukdomar/rinnande-ogon/. Läst 11 mars 2018.
5. ↑  ”Rinnande ögon”. Min Doktor. https://www.mindoktor.se/halsa-sjukdomar/rinnande-ogon/?gclid=EAIaIQobChMI1qWq9cHk2QIVWYwZCh1zXwA8EAAYAiAAEgLwifD_BwE. Läst 11 mars 2018.
6. 1 2  ”Rinnande ögon — S:t Eriks Ögonsjukhus”. www.sankterik.se. Arkiverad från originalet den 15 mars 2017. https://web.archive.org/web/20170315175457/http://www.sankterik.se/sv/sjukdomar-och-besvar/ogonbesvar/rinnande-ogon/. Läst 15 mars 2017.
7. ↑  ”Lindring för torra ögon | Kronans Apotek”. www.kronansapotek.se. Arkiverad från originalet den 11 mars 2018. https://web.archive.org/web/20180311202408/https://www.kronansapotek.se/torraogon. Läst 11 mars 2018.
8. 1 2  ”Rinnande ögon”. Healthline. Arkiverad från originalet den 16 mars 2017. https://web.archive.org/web/20170316113138/http://sv.healthline.com/health/rinnande-ogon#Orsaker2. Läst 15 mars 2017.
9. ↑  ”Sjögrens sjukdom”. https://reumatiker.se/diagnoser/sjogrens-sjukdom. Läst 15 juni 2025.
10. ↑  ”Blefarit (ögonlocksinflammation)”. https://www.internetmedicin.se/ogonsjukdomar/blefarit-ogonlocksinflammation. Läst 15 juni 2025.